# Fórmula de Mênfis
A Fórmula de Mênfis foi uma saudação padronizada do Primeiro Período Intermediário e usada nas primeiras cartas do Egito antigo, que caiu em desuso no início da Décima Segunda Dinastia . 

## Formato
As cartas escritas na fórmula de Mênfis começam com uma saudação do "servo", o autor, para "o senhor", o destinatário.   O uso da terceira pessoa é estritamente observado na saudação e pode ser observado em todo o corpo do texto, embora muitas vezes no corpo da letra "eu" e "você" também seja usado.   O símbolo para "senhor" contém o hieróglifo homem-sentado, que é frequentemente usado como determinativo para humanos, mas também pode ser usado como o pronome possessivo "meu".  Conseqüentemente, Alan Gardiner sugeriu que as saudações dessa classe de cartas fossem traduzidas como "para meu senhor", de acordo com as cartas egípcias posteriores, que freqüentemente se referem ao destinatário na primeira pessoa.  en:Battiscombe Gunn argumentou que, se o autor da carta se apresentasse na terceira pessoa, como "o servo", seria difícil mudar para a primeira pessoa na mesma sentença, e que a informalidade das cartas do Novo Reinado não deveria ser lida de volta às convenções anteriores.  Gardiner mais tarde aceitou essa interpretação. 
Uma exortação comum ou bênção é normalmente encontrada conectada a palavra senhor, "que ele viva, seja próspero, seja saudável", que é comumente abreviado v.p.s. (em inglês:  l.p.h) em traduções por conveniência.   Essa bênção é geralmente entendida como um exemplo do antigo tempo perfectivo ou estativo do Egito, e uma das poucas instâncias restantes em que um estativo de primeira pessoa pode ser usado em uma cláusula independente. 
A Fórmula de Mênfis abençoa o destinatário em nome de Ptá e o deus principal do autor da carta. 

## História
A Fórmula de Mênfis era comum no Primeiro Período Intermediário e no começo do Império Médio.  Seu uso era tão padrão que freqüentemente seria escrito com antecedência em folhas de papiro destinadas a serem usadas como cartas.   Enquanto a primeira convenção do Império Médio foi denominada Fórmula Mênfis, todas as cartas no estilo Mênfis que estabeleceram procedência vêm apenas de Tebas.   A fórmula de Mênfis não teve uso longo no Império Médio, sendo substituída pela fórmula estabelecida, "uma comunicação ao mestre, v.p.s" 

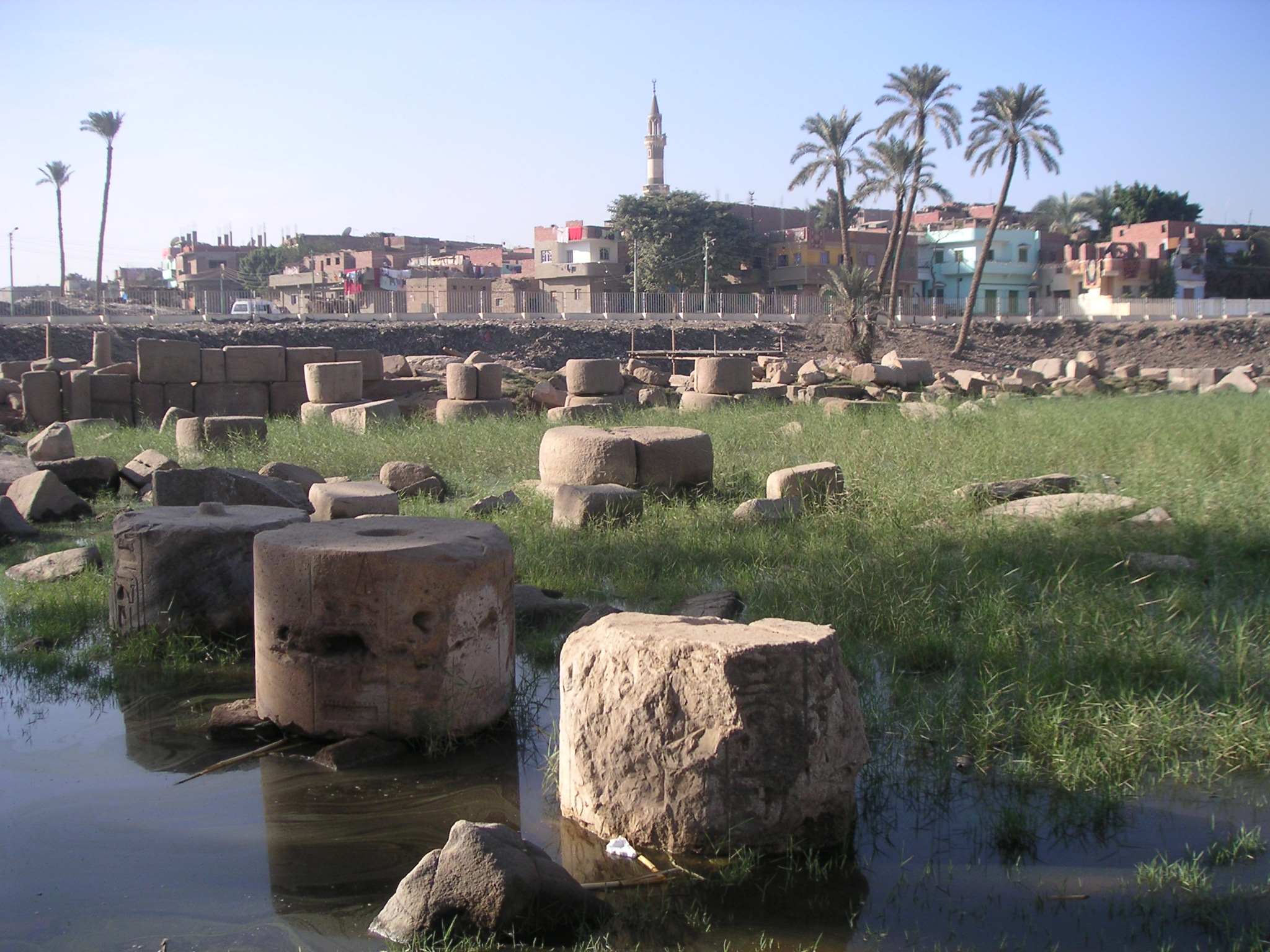
Ruínas de Mênfis
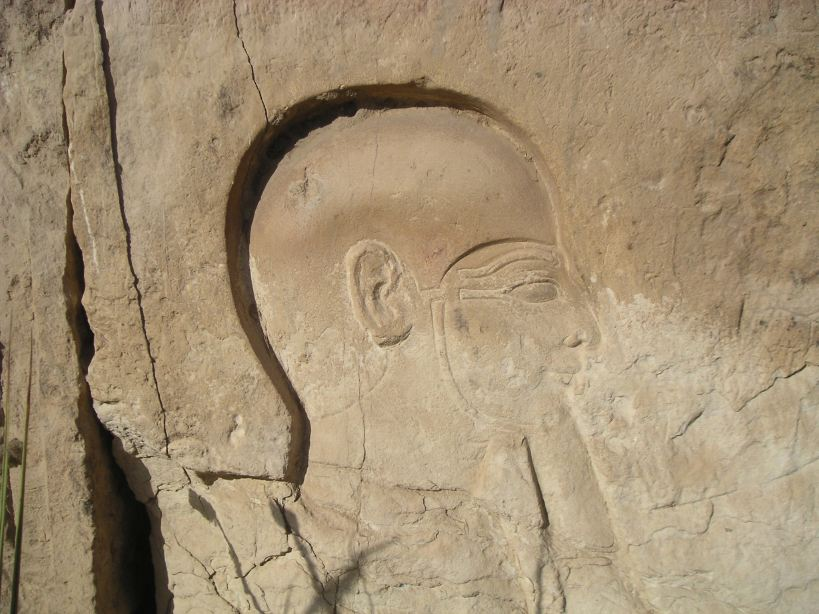
O perfil do deus Ptá do Templo de Hathor em Mênfis- Décima nona dinastia egípcia
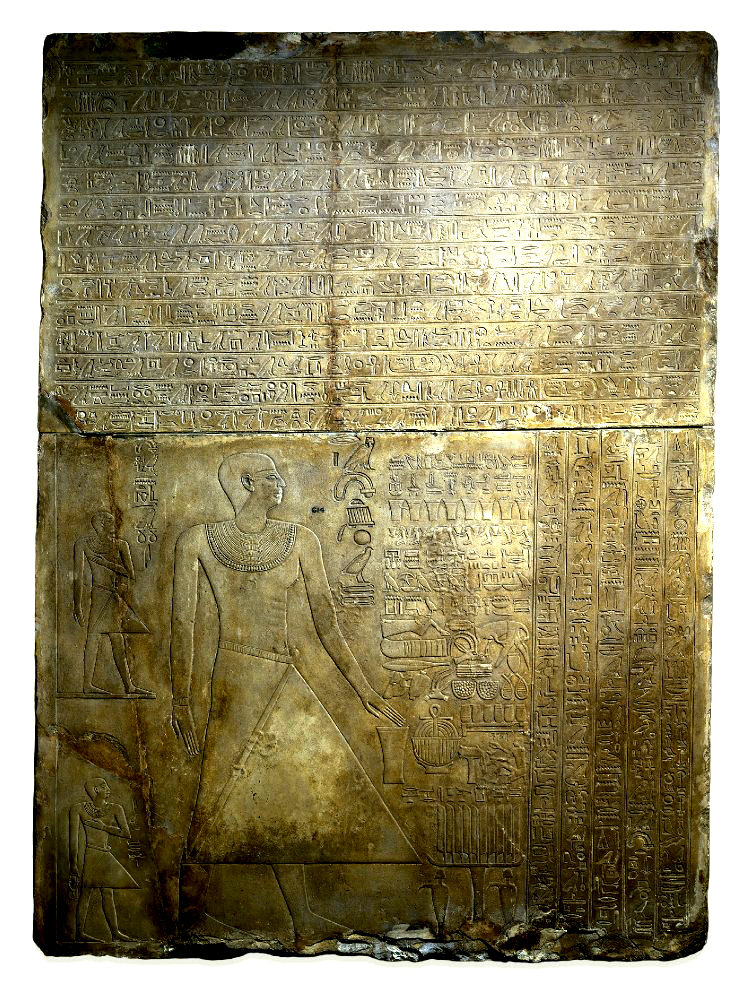
Tela Calcária de Tjetji, Antigo Egito XI dinastia egípcia, Primeiro Período Intermediário
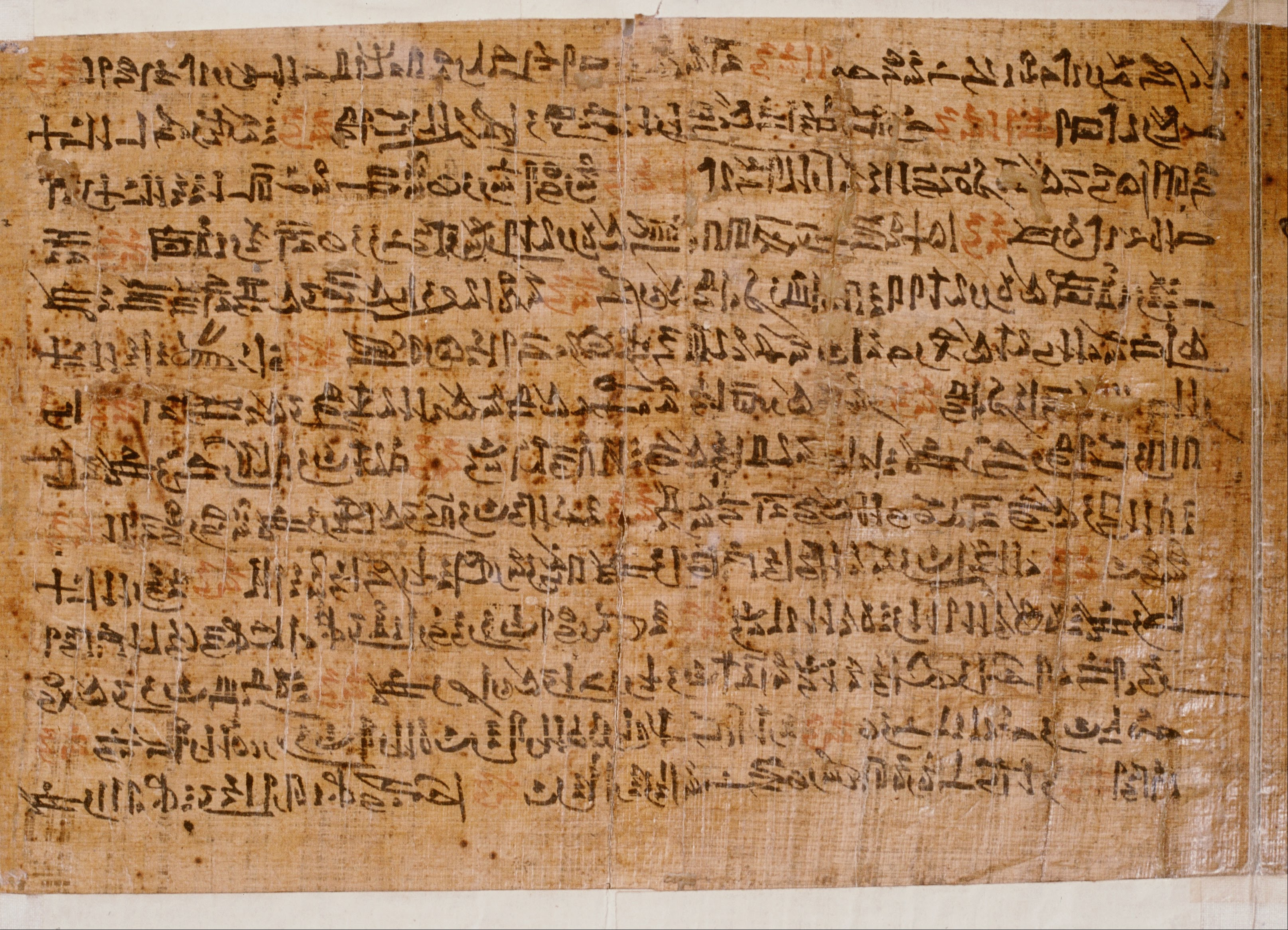
Papiro Ipuur